# Partido Cumbre de los Librepensadores
El Partido Cumbre de los Librepensadores o Cumbre de los Librepensadores, o también conocido como Frente de los Librepensadores (en persa: حزب چکاد آزاداندیشان, Chekad-e Azadandishan), es un partido político iraní principista fundado en el año 2000, compuesto mayoritariamente por académicos de la Universidad Islámica Azad.
Compitieron en las elecciones legislativas iraníes de 2000, logrando cierto éxito. En las elecciones presidenciales de 2001 y 2005, apoyaron respectivamente a Abdollah Jassbi y Akbar Hashemi Rafsanjani. En las elecciones presidenciales de 2009, el partido no respaldó a ningún candidato, pero invitó a la ciudadanía a participar votando. También respaldaron la lista electoral de las Dos Sociedades para las elecciones a la Asamblea de Expertos en 2006.